# Maria Canins
Maria Canins (Badia, 4 giugno 1949) è un'ex fondista, ciclista su strada e mountain biker italiana.
Nello sci di fondo vinse dieci edizioni della Marcialonga e una Vasaloppet. Nel ciclismo si aggiudicò due volte il Tour de France e una volta il Giro d'Italia; fu inoltre medaglia d'oro nella cronometro a squadre ai campionati del mondo 1988 a Ronse, vincendo anche due argenti e due bronzi iridati in linea e un altro argento nella cronometro a squadre. Conclusa la carriera ciclistica si è laureata campionessa del mondo di winter triathlon nel 1997 e nel 1999.

## Carriera

### Sci di fondo
Originaria di La Villa di Badia, dal 1969 al 1983 si dedicò allo sci di fondo, riuscendo a cogliere ottimi risultati sia a livello nazionale che a livello internazionale: vinse quindici titoli italiani – sei nella 10 km, sei nella 5 km, due nella 20 km, uno nello skiroll – e fu la prima italiana a vincere la Vasaloppet, in Svezia. Si aggiudicò inoltre dieci Marcialonga consecutive, dal 1979 al 1988, dodici Maratone della Pusteria, sette Dobbiaco-Cortina e otto Maratone della Val Casies.
In Coppa del mondo ottenne il primo risultato di rilievo il 28 marzo 1982 nella 10 km di Štrbské Pleso (sesta); in carriera partecipò anche a un'edizione dei campionati mondiali, a Oslo nel 1982 (fu ventesima nella 20 km).

### Ciclismo
A partire dal 1975 cominciò ad andare in bicicletta, inizialmente come allenamento estivo per le gare invernali di sci; più tardi si dedicò alle due ruote a livello agonistico, facendo l'esordio nel mondo del ciclismo sportivo a 32 anni. Stupì tutti per l'immediatezza dei risultati: vinse infatti due Tour de France (1985 e 1986), un Tour de l'Aude (1987) e la prima edizione del Giro d'Italia femminile, nel 1988; fu anche seconda al Tour dal 1987 al 1989, sempre alle spalle della rivale Jeannie Longo. Partecipò anche a due edizioni dei Giochi olimpici, nel 1984 a Los Angeles, in cui concluse quinta su strada, e nel 1988 a Seul, quando fu 32ª su strada.
Soprannominata "Mamma volante" (quando iniziò a pedalare era già sposata con l'ex fondista Bruno Bonaldi e madre di Concetta Bonaldi), fu protagonista anche ai campionati del mondo, ottenendo due medaglie d'argento (1982 e 1985) e due di bronzo (1983 e 1989) individuali, più una d'oro nella cronometro a squadre del 1988 e un argento nella stessa specialità nel 1989. Si aggiudicò anche due Giri di Norvegia, una Coors Classic in Colorado, due Crono delle Nazioni, quattro Giri dell'Adriatico nonché numerose gare nazionali, tra cui il titolo italiano su strada, vinto per dieci volte, sei in linea e quattro a cronometro.
Ebbe positive esperienze anche nel mountain biking, in cui vinse due titoli nazionali nella specialità del cross country e in cui fu due volte campionessa mondiale di cross country Veteran, nel 1991 al Ciocco e nel 1993 a Métabief.

## Palmarès nello sci di fondo

### Coppa del Mondo
- Miglior piazzamento in classifica generale: 34ª nel 1982

### Campionati italiani
- 15 ori[3]

## Palmarès nel ciclismo

### Strada
- 1982

Campionati italiani, Prova in linea
- 1984

Trofeo Alfredo Binda
5ª tappa Giro di Norvegia
Campionati italiani, Prova in linea
Prologo Coors Classic (Estes Park > Estes Park, cronometro)
Classifica generale Coors Classic
- 1985

5ª tappa Giro di Norvegia
Classifica generale Giro di Norvegia
Campionati italiani, Prova in linea
4ª tappa Tour de France (Sarcy > Reims, cronometro)
8ª tappa Tour de France (Châtel > Morzine)
9ª tappa Tour de France (Saint-Joseph-de-Rivière > Lans-en-Vercors)
11ª tappa Tour de France (Corrençon-en-Vercors > Saint-Nizier-du-Moucherotte, cronometro)
14ª tappa Tour de France (Sainte-Marie-de-Campan > Luz Ardiden)
Classifica generale Tour de France
- 1986

5ª tappa Giro di Norvegia (Lillehammer > Gjøvik)
6ª tappa Giro di Norvegia (Gjøvik > Brandbu)
Classifica generale Giro di Norvegia
4ª tappa Coppa dell'Adriatico (Misano Adriatico > Cattolica)
Classifica generale Coppa dell'Adriatico
Prologo Tour de France (Granville > Granville, cronometro)
6ª tappa Tour de France (Sainte-Marie-de-Campan > Luchon)
9ª tappa Tour de France (Guillestre > Serre Chevalier)
11ª tappa Tour de France (Serrières > Saint-Étienne)
13ª tappa Tour de France (Issoire > Puy-de-Dôme)
Classifica generale Tour de France
- 1987

Giro del Friuli
5ª tappa Tour de l'Aude (Leucate > Leucate)
Classifica generale Tour de l'Aude
Campionati italiani, Prova in linea
Campionati italiani, Prova a cronometro
7ª tappa Tour de France (Valence-d'Albigeois > Millau)
9ª tappa Tour de France (Corrençon-en-Vercors > Saint-Nizier-du-Moucherotte, cronometro)
10ª tappa Tour de France (Léoncel > Villard-de-Lans)
- 1988

Campionati italiani, Prova in linea
Campionati italiani, Prova a cronometro
4ª tappa Giro d'Italia (Dogana > Dogana, cronometro)
Classifica generale Giro d'Italia
1ª tappa Tour de France (Strasburgo > Strasburgo)
10ª tappa Tour de France (Giat > Puy-de-Dôme)
Campionati del mondo, Cronometro a squadre
Crono delle Nazioni (cronometro)
- 1989

Giro del Friuli
Campionati italiani, Prova in linea
Campionati italiani, Prova a cronometro
Crono delle Nazioni (cronometro)
- 1990

Trofeo Alfredo Binda
Campionati italiani, Prova a cronometro
1ª tappa Tour de la Drôme
4ª tappa Tour de la Drôme
5ª tappa Tour de la Drôme
Classifica generale Tour de la Drôme
7ª tappa Giro d'Italia (Castelvetro di Modena > Castelvetro di Modena, cronometro)
- 1991

Radwelt Pokal St.Johann
- 1992

Trofeo Alfredo Binda
- 1995

Giro del Piave

#### Altri successi
- 1988

Classifica GPM Giro d'Italia
Campionati del mondo, Cronometro a squadre (con Monica Bandini, Roberta Bonanomi e Francesca Galli)

### MTB
- 1991

Campionati del mondo, Cross country Veteran
- 1993

Campionati del mondo, Cross country Veteran

## Piazzamenti nel ciclismo

### Grandi Giri
- Giro d'Italia

1988: vincitrice
1989: ritirata
1990: 2ª
1993: 4ª
1995: 9ª
- Tour de France

Tour de France 1985: vincitrice
Tour de France 1986: vincitrice
Tour de France 1987: 2ª
Tour de France 1988: 2ª
Tour de France 1989: 2ª

### Competizioni mondiali
- Campionati del mondo

Goodwood 1982 - In linea: 2ª
Altenrhein 1983 - In linea: 3ª
Giavera del Montello 1985 - In linea: 2ª
Renaix 1988 - Cronometro a squadre: vincitrice
Chambéry 1989 - Cronometro a squadre: 2ª
Chambéry 1989 - In linea: 3ª
Utsunomiya 1990 - In linea: 25ª
- Giochi olimpici

Los Angeles 1984 - In linea: 5ª
Seul 1988 - In linea: 32ª

## Riconoscimenti
- Sportiva italiano dell'anno della Gazzetta dello Sport nel 1985 e 1986
- Premio speciale del Velo Club Mendrisio nel 1986
- Atleta altoatesina dell'anno 1987.
- Il Seminatore d'oro
- La medaglia d'oro al valore atletico
- La medaglia d'argento al valore atletico
- Il San Valentino d'oro
- La conchiglia d'oro
- Cittadina onoraria di Carcassone (Francia)
- Chevalier de Tricastin (Francia)